# Frank E. Lucas
Frank E. Lucas, född 4 augusti 1876 i Grant City, Missouri, död 26 november 1948 i Buffalo, Wyoming, var en amerikansk republikansk politiker. Han var den 13:e guvernören i Wyoming 1924–1925.
Lucas tillträdde år 1923 som delstatens statssekreterare. Guvernör William B. Ross avled 1924 i ämbetet och efterträddes av Lucas. Han skötte guvernörsämbetet fram till 5 januari 1925 då Ross änka Nellie Tayloe Ross tillträdde ämbetet. Lucas fortsatte sedan som delstatens statssekreterare fram till 3 januari 1927.
Efter sin politiska karriär var Lucas verksam som publicist i Buffalo, Wyoming. Han avled 1948 och gravsattes på stadens Willow Grove Cemetery.